# 田原坂 (テレビドラマ)
『田原坂』（たばるざか）は、1987年12月30日・12月31日に日本テレビで放映された日本テレビ年末時代劇スペシャルの第3作。西郷隆盛の半生を描いた作品｡ 里見浩太朗主演。萬屋錦之介が特別出演している。
前後編あわせて本編時間は5時間30分にも及ぶ大作で、全9作の「年末時代劇スペシャル」の中でも最長。前2作『忠臣蔵』（1985年）、『白虎隊』（1986年）の高視聴率により同シリーズの人気が確立した時期の作品であり、事前宣伝などにも力が入れられた。
DVDが発売・レンタルされており、現在でも比較的容易に視聴できる。
2023年12月26日から12月29日までBS松竹東急にて全8話（第一部・第1章 - 第4章、第二部・第1章 - 第4章）に再構成して放送された。

## 放送時間
| 編 | 放送日         | 放送時間（JST）   | 備考                                                                                           |
| -- | -------------- | ----------------- | ---------------------------------------------------------------------------------------------- |
| 前 | 1987年12月30日 | 水曜20:03 - 23:18 | 20:00 - 20:03は『田原坂のみどころ』を別途放送 21:55 - 21:59は『NNNニューススポット』のため中断 |
| 後 | 1987年12月31日 | 木曜20:03 - 23:21 | 20:00 - 20:03は『田原坂のみどころ』を別途放送 21:56 - 22:00は『NNNニューススポット』のため中断 |

- 当時、日本テレビ系列および、フジテレビ系列のクロスネットだった鹿児島テレビでは、前後編ともに同時ネットで放送された。後編の放送された12月31日は木曜日で、本来はフジテレビの同時ネット枠であったが[注釈 2]、主人公が郷土最大の偉人の西郷隆盛であり、同局も制作に協力していたため、特例として日本テレビ系の本作を放送した。
- 同じく、当時は日本テレビ系列とフジテレビ系列のクロスネット局であったテレビ長崎では、前編は鹿児島テレビ同様、同時ネットで放送し、後編は12月31日深夜＝1988年1月1日未明に時差ネットで放送した。
- 一方、当時、日本テレビ系列とテレビ朝日系列のクロスネット局であった山形放送とテレビ信州の2局では、ともにテレビ長崎とは逆のネット対応となり、前編は12月31日午後のローカル枠で時差ネットで放送され、同じく31日に放送の後編は同時ネットで放送された。
- 当時、日本テレビ・フジテレビ・テレビ朝日系列のトリプルネットだったテレビ大分では、前編は1988年1月2日（土）、後編は翌3日（日）に、どちらも午後のローカル枠での時差ネットで対応した。

## あらすじ
- 前篇「英雄野に下る」

薩摩藩藩主・島津斉彬の死後、安政の大獄で西郷隆盛が奄美大島に流され、その後、赦免されて薩摩に戻ったものの、島津久光の怒りにより徳之島を経て沖永良部島に流された後、再び赦免されて藩政の中心に復帰し、倒幕運動・戊辰戦争での活躍を経て、明治新政府の中枢（参議、陸軍大将）となりながらも、明治六年政変で鹿児島に下野するまで。
- 後篇「桜島は死せず」

鹿児島での士族の教育のための私学校の開設から、西南戦争の勃発を経て、田原坂の戦いをはじめとする西南戦争における九州各地での戦いで政府軍に敗れた西郷が、故郷・鹿児島の城山で、東京の明治天皇に別れを告げて切腹するまで。
その後、大久保利通は、東京・紀尾井坂で不平士族らに暗殺される。「所詮、わしらは時代に捨てられていくのか…」と言い残しながら。
やがて、名誉を回復した西郷の銅像が東京・上野公園に建立され、その除幕式が行なわれた。しかし、イトは、あまりの違和感に、こう呟くのであった。「こげん人じゃなかよ―――」と…。

## スタッフ
- 制作総指揮：岩淵康郎
- 企画：岡田晋吉、野崎元晴
- 音楽：川村栄二（音楽協力：日本テレビ音楽）
- 原作・脚本：杉山義法 -『小説 田原坂』角川文庫（電子書籍で再刊）
- 脚本協力：石原純一
- 監督：齋藤武市
- 撮影：原田裕平
- 照明：武邦男
- 録音：神戸孝憲
- 編集：河合勝巳
- 記録：小川加津子
- 美術：鈴木孝俊
- 助監督：金鐘守
- 整音：加藤正行
- 撮影計測：小林善和
- 美術補佐：三浦鐐二
- 広報担当：難波佐保子
- スチール：村田規子、深野隆
- 邦楽監修：中本哲
- 方言指導：飯田テル子
- 演技事務：村田玉郎
- 擬斗：上野隆三（東映剣会）
- 装置：和田順吉
- 装飾：長尾康久
- 火薬効果：笠井伴夫
- 小道具：高津商会
- 衣裳：東京衣裳
- 美粧結髪：東和美粧
- かつら：山崎かつら
- 騎馬：岸本乘馬センター（岸本乗馬センター）
- 進行主任：杉浦満洲男
- 進行：福田雅弘
- 現像：IMAGICA
- 主題歌：「遥かな轍」唄：堀内孝雄
  - 作詞：小椋佳　作曲：堀内孝雄（編曲：川村栄二）
- 題字：小林與三次
- ロケ協力：上野市、上野市観光協会、京都・大覚寺
- 協力：くまもと県民テレビ、鹿児島テレビ放送、鹿児島県、熊本県、玉名市西南の役を忍ぶ集い、東亜国内航空（当時。現：日本航空）
- 資料協力：村野守次、兒玉正志、鹿児島県歴史資料センター黎明館、西郷南洲顕彰会、甲斐弦
- プロデューサー：須永元（日本テレビ）、菊池昭康（ユニオン映画）、今井正夫（東映）
- プロデューサー補：大塚恭司（日本テレビ）、安倍夏彦（ユニオン映画）
- 制作協力：東映太秦映像、六本木オフィス
- 制作：日本テレビ
- 製作著作：ユニオン映画

## キャスト

### 西郷家の人々
西郷家
- 西郷隆盛（吉之助）：里見浩太朗
- 岩山（西郷）イト：秋吉久美子
- 西郷従道（信吾）：西郷輝彦
- 西郷吉二郎：平田満
- 西郷菊次郎（愛加那の子）：坂上忍
- 西郷（市来）琴：赤座美代子
- 西郷（大山）安：新井春美
- 西郷小兵衛：堤大二郎
- 西郷清子（従道の妻）：佐藤真浪
- 西郷園子（吉二郎の後妻）：上村香子
- 西郷マツ（小兵衛の妻）：斉藤絵里
- 西郷桜子（従道の娘）：林葉直子
- 西郷菊草（愛加那の子）：広瀬珠美
- 西郷マス（吉二郎の先妻）：尾崎弥枝
- 西郷寅太郎（イトの子）：青木淳二
- 西郷午二郎（同）：名取克芳
- 西郷酉三（同）：吉崎大祐
- 西郷ミツ（マスの子）：松山泰子
- 西郷勇袈裟（同）：永田聡
- 西郷幸吉（マツの子）：谷元正輝
- 西郷小兵衛（少年時代）：青井敏之

親戚たち
- 大山巌(弥助）：あおい輝彦
- 椎原権兵衛国幹（隆盛の叔父）：下川辰平
- 川口雪篷（陽明学者・西郷家食客）：藤岡琢也
- 川村純義（与十郎）：松山英太郎
- 永田熊吉（隆盛の従僕）：高品格
- 市来六左衛門（琴の夫）：井川比佐志
- 市来宗介（琴の子）：新田純一
- 大山辰之助（安の子）：宮川一朗太
- 椎原与右衛門国紀（隆盛の母方の祖父）：田中春男
- 市来宗五郎（琴の子）：高野浩和
- 大山彦八（巌の兄・安の夫・辰之助の父）：五十嵐義弘

### 奄美大島
- 龍左民：森繁久彌
- 愛加那（於斗間金／隆盛の島妻）：多岐川裕美
- 桂久武：竜雷太
- 龍石千代：山岡久乃
- 相良角兵衛：小松方正
- 太郎の父：稲泉智方
- 太郎：中村彰良
- 島民：赤城太郎
- 母親：辻有美子
- 代官所の役人：木下道博

### 政府関係
- 勝海舟（安芳）：萬屋錦之介(特別出演)
- 大久保利通（一蔵）：近藤正臣
- 木戸孝允（桂小五郎）：風間杜夫
- 山岡鉄舟（鉄太郎）：横内正
- 岩倉具視：佐藤慶
- 板垣退助（乾退助）：船戸順
- 三条実美：堀内正美
- 江藤新平：浜田晃
- 大隈重信（八太郎）：加茂雅幹
- 黒田清隆（了介）：高峰圭二
- 後藤象二郎：林彰太郎
- 柳原前光：山田良樹
- 中山忠能：藤沢徹夫

### 警視庁
- 中原尚雄：根津甚八
- 川路利良（正之進）：中谷一郎

### 薩摩藩・鹿児島県関係
島津家
- 島津久光：露口茂
- 島津忠義：三田明
- 小松帯刀：山本紀彦
- 中山尚之助：畠山久
- 岩下方平：川浪公次郎
- 梁瀬源之進：渥美國泰
- 北条右門：夏夕介
- 波江野休右衛門：高杉玄
- 志々目献吉：小坂和之
- 益満休之助：田中浩

誠忠組
- 大山綱良（格之助）：丹波哲郎
- 有村俊斎（海江田信義）：岡本富士太
- 有村治左衛門 - 岡本富士太（『白虎隊』より映像流用）
- 吉井友実（幸輔）：片岡五郎
- 奈良原喜八郎：五代高之
- 有馬新七：下塚諒
- 森山新蔵：重松収
- 伊地知正治：小谷浩三
- 橋口吉之丞：土井健守
- 橋口壮介：小木曽孝司
- 道島五郎兵衛：佐藤幸雄
- 江夏仲左衛門：草見潤平
- 森岡清右衛門：司裕介
- 山口金次郎：西山清孝

### 西郷軍関係
私学校党
- 桐野利秋（中村半次郎）：勝野洋
- 村田岩熊：野村宏伸
- 村田新八：三浦浩一
- 別府晋介：石橋正次
- 篠原国幹（冬一郎）：大門正明
- 辺見十郎太：井上高志
- 永山弥一郎：吉岡祐一
- 小倉壮九郎（東郷平八郎の兄）：静志郎
- 河野主一郎：小林竜一
- 池上四郎：平垣達也
- 伊藤直二：松山政路
- 松永高美：片桐竜次
- 谷口登太：塩見三省
- 鎌田雄一郎：川合伸旺
- 岩切正九郎：内田慎一
- 村田三介：国一太郎
- 安蔵：劍弘記
- 福崎正治：柳沢慎吾
- 溝辺高照：当銀長太郎
- 汾陽尚次郎：山崎聡弘
- 村田釜次郎：前田晃一
- 堀新次郎：鈴木省吾
- 汾陽光輝：鈴木ヤスシ
- 宇都宮良左衛門：福岡浩伸
- 伊地知傳次：斎藤喜之

鹿児島県警
- 中島健彦：加納竜
- 野村忍介：福本清三

熊本隊
- 佐々友房：篠塚勝
- 池辺吉十郎：佐藤仁哉

熊本協同隊
- 宮崎八郎：松村雄基
- お浪（八郎の恋人）：戸川京子

旧庄内藩留学生
- 伴兼之：西川弘志
- 榊原政治：砂川真吾

中津隊
- 増田宋太郎：鈴木喜勝

### 政府軍関係
陸軍
- 乃木希典（文蔵）：国広富之
- 山縣有朋（狂介）：有川博
- 野津鎮雄：玉生司朗
- 鱸成信（伴兼之の兄）：新井信彦
- 河原林雄太：中野浩靖
- 大山巌の部下（将校）：波多野博

旧会津藩出身者
- 佐川官兵衛：本田博太郎
- 柴四朗：坂井徹
- 柴五郎：中村俊昭
- 柴太一郎：武藤大助

熊本鎮台
- 樺山資紀：中康治
- 谷干城：深江章喜

### その他
- 坂本龍馬：竹脇無我
- 中原香（中原尚雄の妹）：菊池桃子
- 平野国臣：荒木茂
- 月照：上田忠好
- 山内容堂：山田吾一
- 中原武雄（中原尚雄の弟）：岸浩太郎
- 村田佐和子（村田三介の妻）：石井富子
- 徳之島の老人：加藤嘉
- 土持政照：高橋浩二郎
- 中原まさ（中原尚雄の母）：福田公子
- 武市熊吉：椎谷建治
- 徳之島の老婆：原泉
- ウィリアム・ウィリス：ディック・パター・ワース
- 菅実秀：中村錦司
- 吉井重助：岡田和範
- 庄内藩の老士族：森秀人
- ナレーター：鈴木瑞穂

## 逸話
- 西郷を演じた里見浩太朗は、前年の『白虎隊』で会津藩士・西郷頼母を演じているが、この頼母も隆盛もルーツを辿れば同じ三河西郷氏に繋がる遠縁である。
- 撮影するにあたり里見は食事を増量し、増量前より10㎏以上太ったという。
- 『忠臣蔵』（1985年同枠作品）同様、この作品も複数のヴァージョンが存在する。つまり年末の初回TV放映版＝ビデオリリース版と翌年10月の再放送版の構成あるいは編集が異なっており、再放送版のストーリーでは、西郷が島流しから赦され再び鹿児島に戻り、桜島をバックに倒幕への決意を固める時点で前篇が終っている。従って後篇は、王政復古の大号令が下った時点から始まり、西南戦争で西郷が命を落とし、その後、作品ラストの西郷の銅像が落成されるエピソードまでがつなげて構成されたため、「年末時代劇スペシャル」の“巨編化”が一気に極まった作品だけに、後篇だけが4時間弱の放送時間と異様に長かった。
- この作品の再放送時、折りしも昭和天皇が危篤の病状であったため、作品中にテロップが流れ、天皇の脈拍や病状の詳報とともに、特別番組で放送が一時、中断したことがある。
- 音楽を担当した川村栄二は、映画『小説吉田学校』と同様に堀内の主題歌の編曲として参加し、劇伴も務めることとなった[5]。川村はこれが縁で、翌年の『五稜郭』も担当した[5]。